# Pression veineuse jugulaire

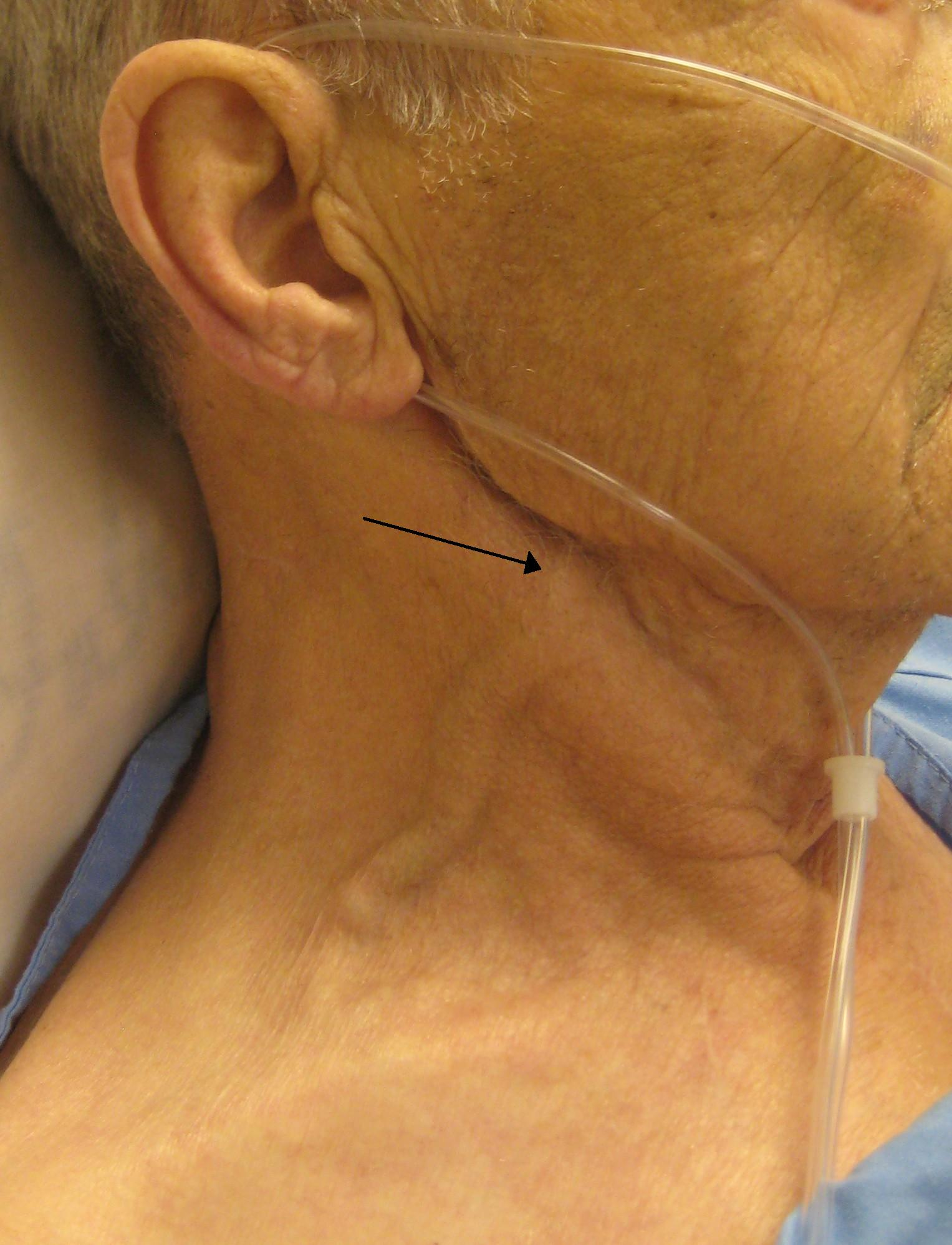
Patient dont la veine jugulaire est marquée par une flèche.

La pression veineuse jugulaire (PVJ) est une technique d'examen médicale. Indispensable lors d'un examen cardiovasculaire, elle reflète la pression dans l'oreillette droite du cœur, laquelle équivaut la pression veineuse centrale.

## Pathologie
L'angle sternal est situé à environ cinq centimètres au-dessus de l'oreillette droite ; par déduction, la PVJ est neuf centimètres au-dessus de l'oreillette droite. Une PVJ supérieure à la normale indique souvent une insuffisance cardiaque droite. Elle est rarement le signe d'une péricardite constrictive, d'un rétrécissement tricuspide, ou d'une obstruction de la veine cave supérieure.

## Prise en charge
Lors de sa prise en charge, le patient peut être allongé sur un lit, avec la tête du lit élevée à 30°. Un oreiller positionné sous la tête du patient peut être utile pour relâcher les muscles sterno-cléido-mastoïdiens. La tête du patient peut être tournée vers la gauche afin de mieux visualiser la veine jugulaire interne puis déterminer le niveau le plus haut des pulsations. La veine jugulaire interne ne doit pas être confondue avec la veine jugulaire externe ; cette dernière est superficielle tandis que la première passe sous le muscle sterno-cléido-mastoïdien. Il est également important de distinguer la veine jugulaire interne de l'artère carotide.
Les pulsations de la veine jugulaire interne possèdent cinq caractéristiques. Elles sont rarement palpables, sont abolies par la pression, et sont biphasiques (en deux phases). Le niveau de pulsation change avec la position du patient (il augmente en position horizontale et diminue en position verticale), et le niveau de pulsation varie avec la respiration (normalement il augmente à l'inspiration et diminue à l'expiration[pas clair]). En comparaison, les pulsation de l'artère carotide sont palpables ; elles ne sont pas abolies pas la pression, elles sont monophasiques (en une phase), et le niveau de pulsation ne change pas avec la position ni la respiration du patient.
La PVJ est mesurée avec deux règles, une verticale et l'autre horizontale. La première règle se place verticalement sur l'angle sternal (l'articulation entre le manubrium sternal et le sternum) et indique la PVJ avec l'aide de la deuxième règle qui se place horizontalement à la même hauteur du niveau le plus haut des pulsations de la veine jugulaire interne. Normalement, la règle horizontale correspond à une hauteur, sur la règle verticale, de moins de cinq centimètres (au-dessus de l'angle sternal).